# فريدريك بيكر
فريدريك بيكر (بالإنجليزية: Frederick Baker)‏ (5 أغسطس 1851 - 14 سبتمبر 1939 في أستراليا) هو لاعب كريكت أسترالي. لعب مع فريق فكتوريا للكريكت.

## وصلات خارجية
- فريدريك بيكر على موقع إي آس بي آن كريك إنفو (الإنجليزية)